# Жан Дукре
Жан Батист Дукре (фр. Jean Baptiste (J.B.) Ducret; Сирен, 27. новембар 1887 - 19. новембар 1975, Вокресон) бивши је француски фудбалер који је играо и за француску репрезентацију.

## Селекција
Као јако искусан играч, изабран је чак 20 пута за Фудбалску репрезентацију Француске и био је најмлађи капитен „плавих”. Током светског првенства у фудбалу између 1910. и 1914. дао је укупно три гола. 
Након Првог светског рата, престаје да се бави професионалним фудбалом и запошљава се као радник у фабрици.